# Juniville
Juniville est une commune française située dans le département des Ardennes, en région Grand Est.
Ses habitants sont appelés les Junivillois.

## Géographie

### Localisation
La commune est située dans le département des Ardennes.

### Hydrographie
La commune est dans la région hydrographique « la Seine du confluent de l'Oise (inclus) à l'embouchure » au sein du bassin Seine-Normandie. Elle est drainée par la Retourne et le ruisseau des Pans,.
La Retourne, d'une longueur de 45 km, prend sa source dans la commune de Leffincourt et se jette  dans l'Aisne à Neufchâtel-sur-Aisne, après avoir traversé 18 communes.

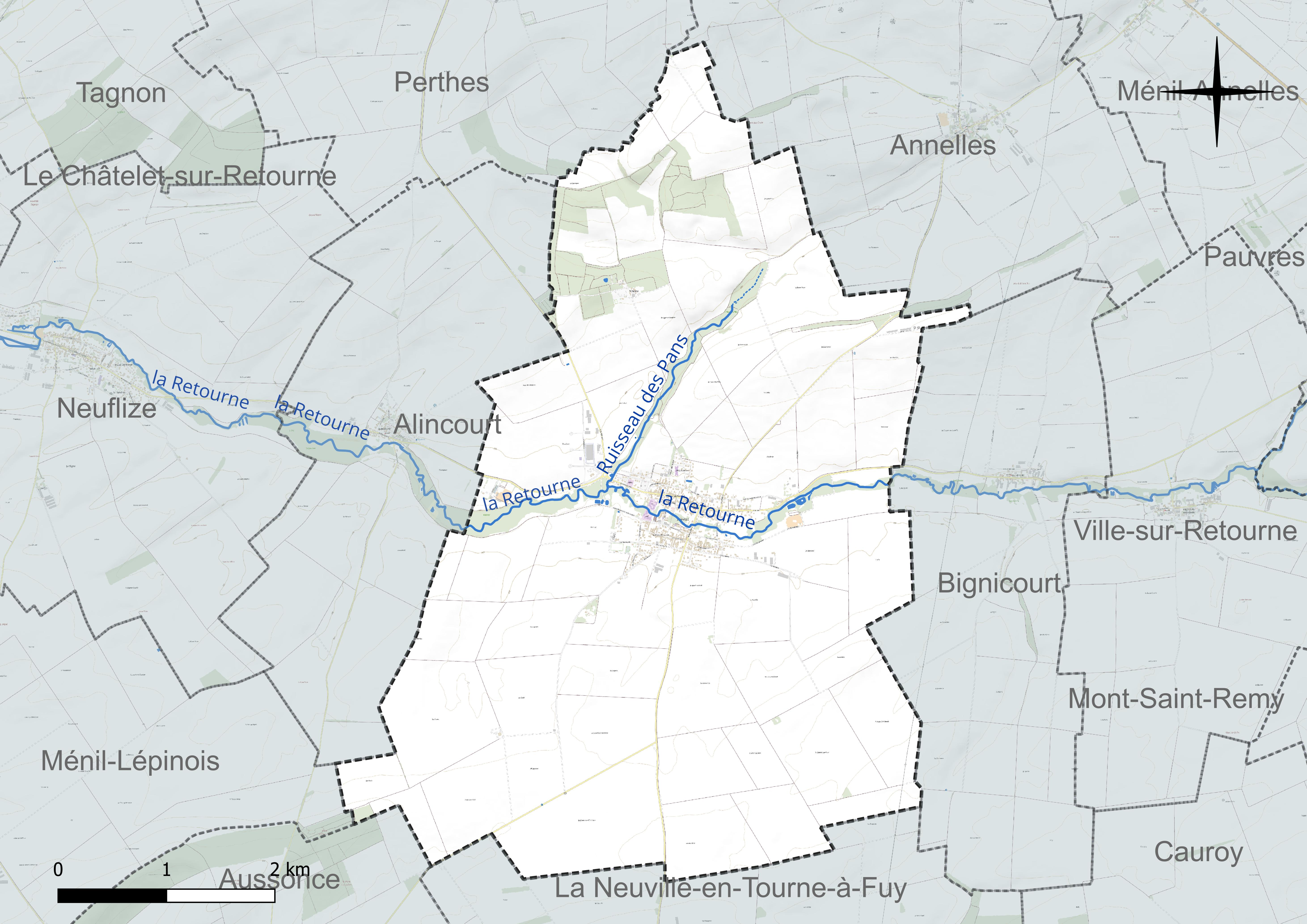
Réseau hydrographique de Juniville.

Un plan d'eau complète le réseau hydrographique : la gravière du Moulin de le lachut (0,8 ha),.

### Climat
Pour des articles plus généraux, voir Climat du Grand Est et Climat des Ardennes.
En 2010, le climat de la commune est de type climat océanique dégradé des plaines du Centre et du Nord, selon une étude du Centre national de la recherche scientifique s'appuyant sur une série de données couvrant la période 1971-2000. En 2020, Météo-France publie une typologie des climats de la France métropolitaine dans laquelle la commune est exposée à un climat océanique altéré et est dans la région climatique Nord-est du bassin Parisien, caractérisée par un ensoleillement médiocre, une pluviométrie moyenne régulièrement répartie au cours de l’année et un hiver froid (3 °C).
Pour la période 1971-2000, la température annuelle moyenne est de 10,3 °C, avec une amplitude thermique annuelle de 15,8 °C. Le cumul annuel moyen de précipitations est de 731 mm, avec 12,3 jours de précipitations en janvier et 8,7 jours en juillet. Pour la période 1991-2020, la température moyenne annuelle observée sur la station météorologique installée sur la commune est de 10,8 °C et le cumul annuel moyen de précipitations est de 704,4 mm. 
La température maximale relevée sur cette station est de 41,3 °C, atteinte le 25 juillet 2019 ; la température minimale est de −22,1 °C, atteinte le 13 janvier 1968,,.
| Mois                                  | jan.             | fév.             | mars             | avril         | mai           | juin            | jui.           | août           | sep.            | oct.            | nov.           | déc.             | année      |
| ------------------------------------- | ---------------- | ---------------- | ---------------- | ------------- | ------------- | --------------- | -------------- | -------------- | --------------- | --------------- | -------------- | ---------------- | ---------- |
| Température minimale moyenne (°C)     | 0,1              | −0,1             | 1,9              | 4             | 7,6           | 10,7            | 12,5           | 12,3           | 9,2             | 6,9             | 3,4            | 1                | 5,8        |
| Température moyenne (°C)              | 3,2              | 3,9              | 7                | 10,1          | 13,7          | 16,8            | 18,9           | 18,7           | 15,2            | 11,4            | 6,7            | 3,8              | 10,8       |
| Température maximale moyenne (°C)     | 6,5              | 7,7              | 12,2             | 16,4          | 20            | 23,1            | 25,5           | 25,1           | 21,2            | 16              | 10             | 6,7              | 15,9       |
| Record de froid (°C) date du record   | −22,1 13.01.1968 | −20,2 18.02.1978 | −12,2 07.03.1962 | −6,5 08.04.03 | −3 03.05.1960 | −0,4 01.06.1962 | 1,5 02.07.1960 | 0,9 28.08.1974 | −2,1 17.09.1971 | −5,1 30.10.1997 | −11 24.11.1998 | −21,5 31.12.1970 | −22,1 1968 |
| Record de chaleur (°C) date du record | 15 19.01.08      | 20,6 27.02.19    | 24,7 30.03.21    | 29 20.04.18   | 33 28.05.17   | 36 22.06.17     | 41,3 25.07.19  | 39,5 12.08.03  | 33,2 16.09.20   | 28 03.10.11     | 21,1 02.11.20  | 16,3 31.12.22    | 41,3 2019  |
| Précipitations (mm)                   | 59,5             | 50,7             | 52,7             | 44,8          | 59,8          | 64,9            | 58,4           | 62,7           | 52,9            | 60,5            | 60,1           | 77,4             | 704,4      |

| Diagramme climatique                                  |             |             |           |           |              |              |              |             |           |           |          |
| J                                                     | F           | M           | A         | M         | J            | J            | A            | S           | O         | N         | D        |
| 6,50,159,5                                            | 7,7−0,150,7 | 12,21,952,7 | 16,4444,8 | 207,659,8 | 23,110,764,9 | 25,512,558,4 | 25,112,362,7 | 21,29,252,9 | 166,960,5 | 103,460,1 | 6,7177,4 |
| Moyennes : • Temp. maxi et mini °C • Précipitation mm |             |             |           |           |              |              |              |             |           |           |          |

Les paramètres climatiques de la commune ont été estimés pour le milieu du siècle (2041-2070) selon différents scénarios d'émission de gaz à effet de serre à partir des nouvelles projections climatiques de référence DRIAS-2020. Ils sont consultables sur un site dédié publié par Météo-France en novembre 2022.

## Urbanisme

### Typologie
Au 1er janvier 2024, Juniville est catégorisée bourg rural, selon la nouvelle grille communale de densité à 7 niveaux définie par l'Insee en 2022.
Elle est située hors unité urbaine. Par ailleurs la commune fait partie de l'aire d'attraction de Reims, dont elle est une commune de la couronne,. Cette aire, qui regroupe 294 communes, est catégorisée dans les aires de 200 000 à moins de 700 000 habitants,.

### Occupation des sols
L'occupation des sols de la commune, telle qu'elle ressort de la base de données européenne d’occupation biophysique des sols Corine Land Cover (CLC), est marquée par l'importance des territoires agricoles (89,8 % en 2018), en diminution par rapport à 1990 (91,1 %). La répartition détaillée en 2018 est la suivante : 
terres arables (89,8 %), forêts (6,6 %), zones urbanisées (3,6 %). L'évolution de l’occupation des sols de la commune et de ses infrastructures peut être observée sur les différentes représentations cartographiques du territoire : la carte de Cassini (XVIIIe siècle), la carte d'état-major (1820-1866) et les cartes ou photos aériennes de l'IGN pour la période actuelle (1950 à aujourd'hui).

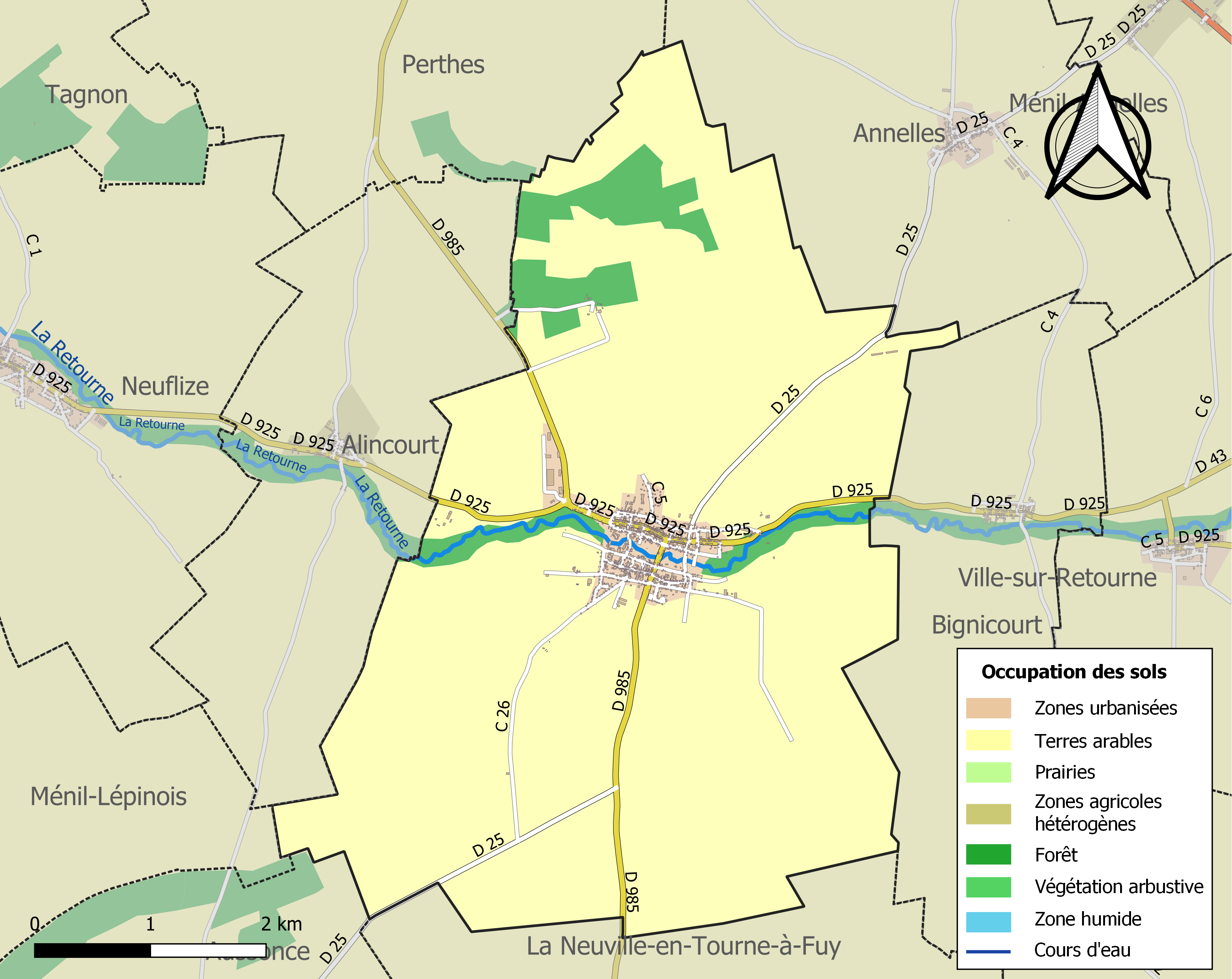
Carte des infrastructures et de l'occupation des sols de la commune en 2018 (CLC).

## Politique et administration

### Liste des maires
| Période                                  | Période   | Identité           | Étiquette       | Qualité                                                                             |
| ---------------------------------------- | --------- | ------------------ | --------------- | ----------------------------------------------------------------------------------- |
| Les données manquantes sont à compléter. |           |                    |                 |                                                                                     |
| 1861                                     | 1874      | Alfred Doury       | Républicain     | Avocat, conseiller général (1870-1878)                                              |
| ?                                        | 1902      | Nicolas Dereims    |                 | Conseiller d'arrondissement (1883-1902)                                             |
| 1925                                     | 1933      | Albert Meunier     | Gauche radicale | Enseignant député (1919-1930), sénateur (1930-1939), conseiller général (1913-1939) |
| 1965                                     | 1978      | Lucien Meunier     | UDR-RPR         | Agent d'assurances - député (1962-1978)                                             |
| 1978                                     | ?         | Corinne Miens      |                 |                                                                                     |
| mars 1995                                | sept 1999 | Edouard Noël       | RPR             | Conseiller général (1992-1998)                                                      |
| sept 1999                                | mars 2008 | Louis Quiot        | PS              | Professeur français anglais                                                         |
| mars 2008                                | juin 2020 | Jean-Pol Simon     | DVD             | Agriculteur                                                                         |
| juin 2020                                | En cours  | Christian Cogniard |                 | Ancien cadre                                                                        |

Louis Quiot décédé, Jean-Pol Simon, premier adjoint, termine le mandat à la suite d'élections complémentaires. Il est reconduit maire de Juniville en 2008 et en 2014.

### Jumelages
Juniville est jumelée avec  Crawinkel (Allemagne) et  Nermis (Roumanie).

## Démographie
L'évolution du nombre d'habitants est connue à travers les recensements de la population effectués dans la commune depuis 1793. Pour les communes de moins de 10 000 habitants, une enquête de recensement portant sur toute la population est réalisée tous les cinq ans, les populations de référence des années intermédiaires étant quant à elles estimées par interpolation ou extrapolation. Pour la commune, le premier recensement exhaustif entrant dans le cadre du nouveau dispositif a été réalisé en 2007.

En 2022, la commune comptait 1 232 habitants, en évolution de +1,07 % par rapport à 2016 (Ardennes : −2,97 %, France hors Mayotte : +2,11 %).
| 1793  | 1800 | 1806  | 1821  | 1831  | 1836  | 1841  | 1846  | 1851  |
| ----- | ---- | ----- | ----- | ----- | ----- | ----- | ----- | ----- |
| 1 028 | 981  | 1 110 | 1 292 | 1 475 | 1 501 | 1 460 | 1 570 | 1 587 |

| 1866  | 1872  | 1876  | 1881  | 1886  | 1891  | 1896  | 1901  | 1906 |
| ----- | ----- | ----- | ----- | ----- | ----- | ----- | ----- | ---- |
| 1 354 | 1 260 | 1 296 | 1 161 | 1 135 | 1 105 | 1 070 | 1 014 | 977  |

| 1911 | 1921 | 1926 | 1931 | 1936 | 1946 | 1954 | 1962 | 1968 |
| ---- | ---- | ---- | ---- | ---- | ---- | ---- | ---- | ---- |
| 936  | 698  | 904  | 780  | 806  | 694  | 737  | 698  | 718  |

| 1975 | 1982 | 1990 | 1999 | 2006  | 2007  | 2012  | 2017  | 2022  |
| ---- | ---- | ---- | ---- | ----- | ----- | ----- | ----- | ----- |
| 720  | 760  | 829  | 844  | 1 068 | 1 100 | 1 205 | 1 226 | 1 232 |

La population de Juniville ne cesse d'augmenter, et atteint les 1100 habitants en 2007.

## Culture locale et patrimoine

### Lieux et monuments
- L'église Saint-Amand.
- Chapelle du cimetière de Juniville.
- Le musée Verlaine.

### Photos de Juniville

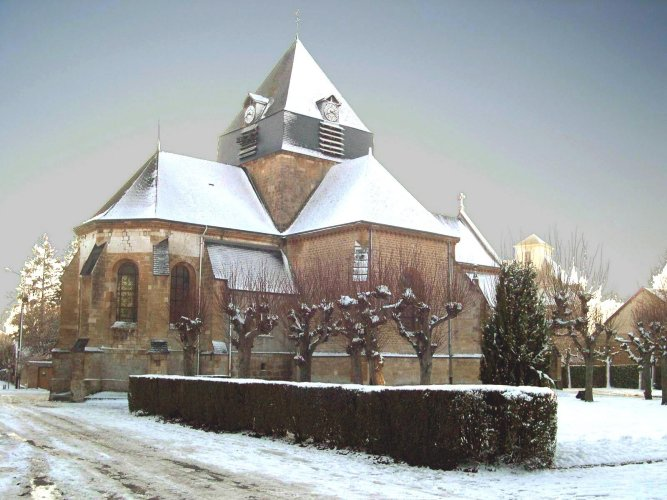
L'église Saint-Amand en hiver.
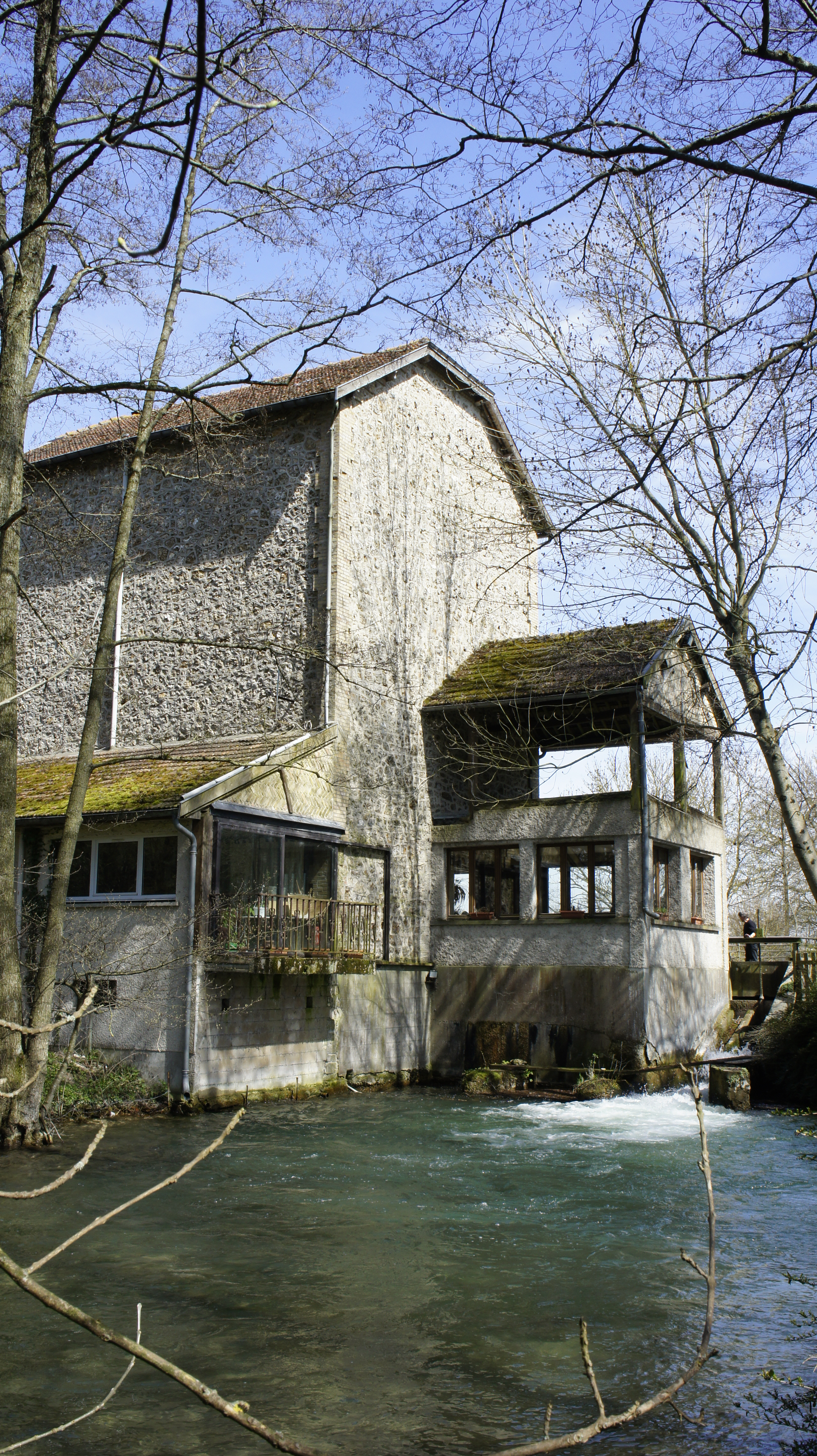
Le moulin sur la Retourne.
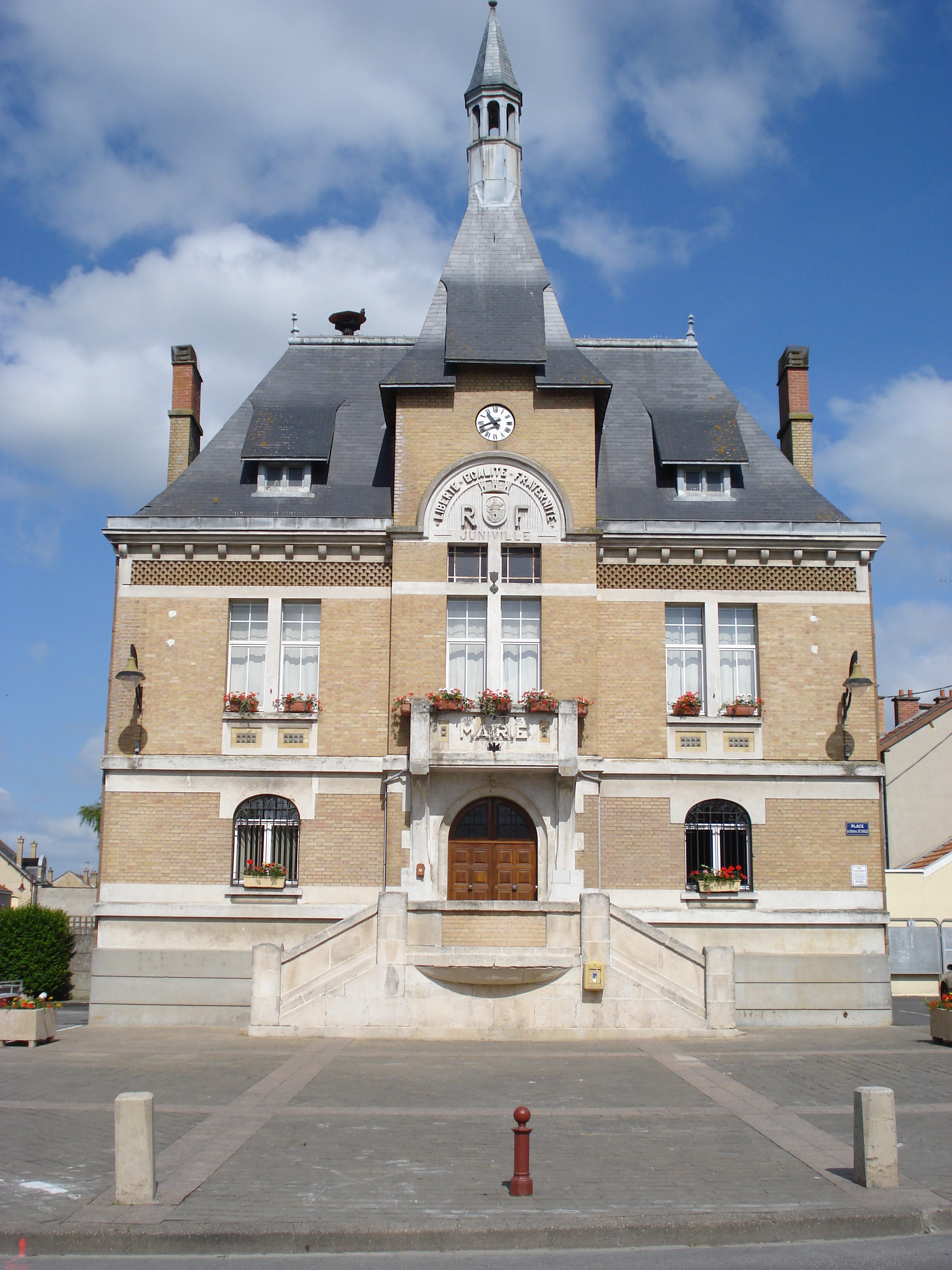
La mairie de Juniville.
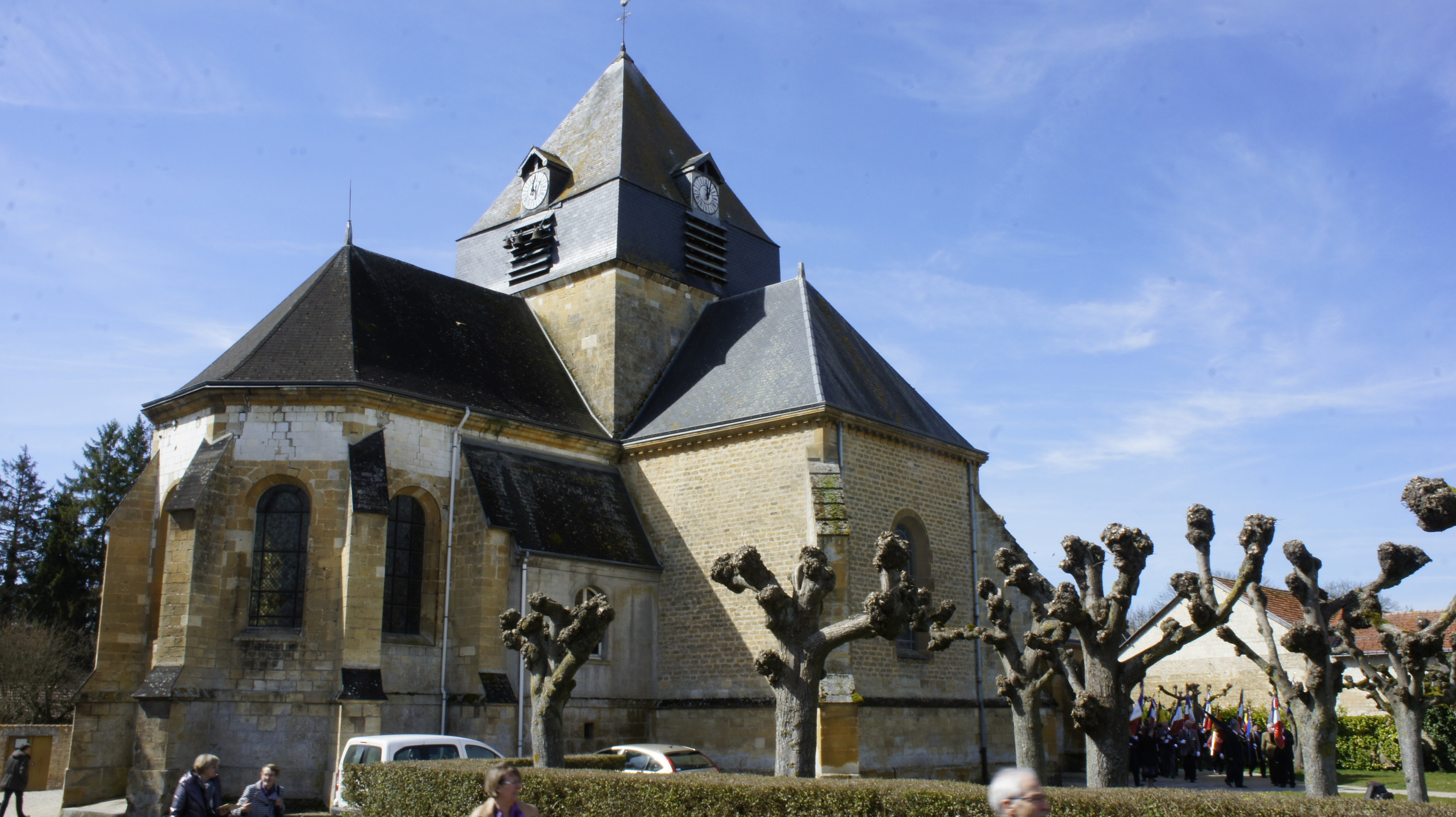
L'église Saint-Amand.
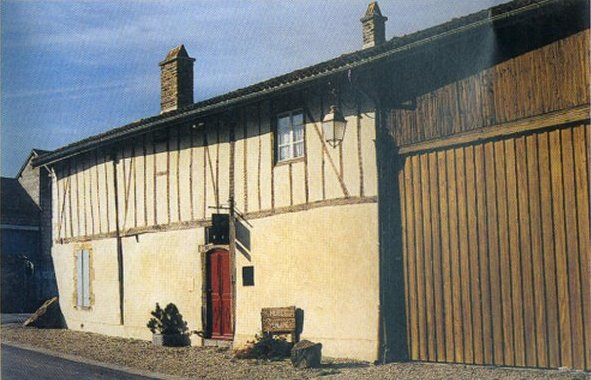
Le musée Verlaine.
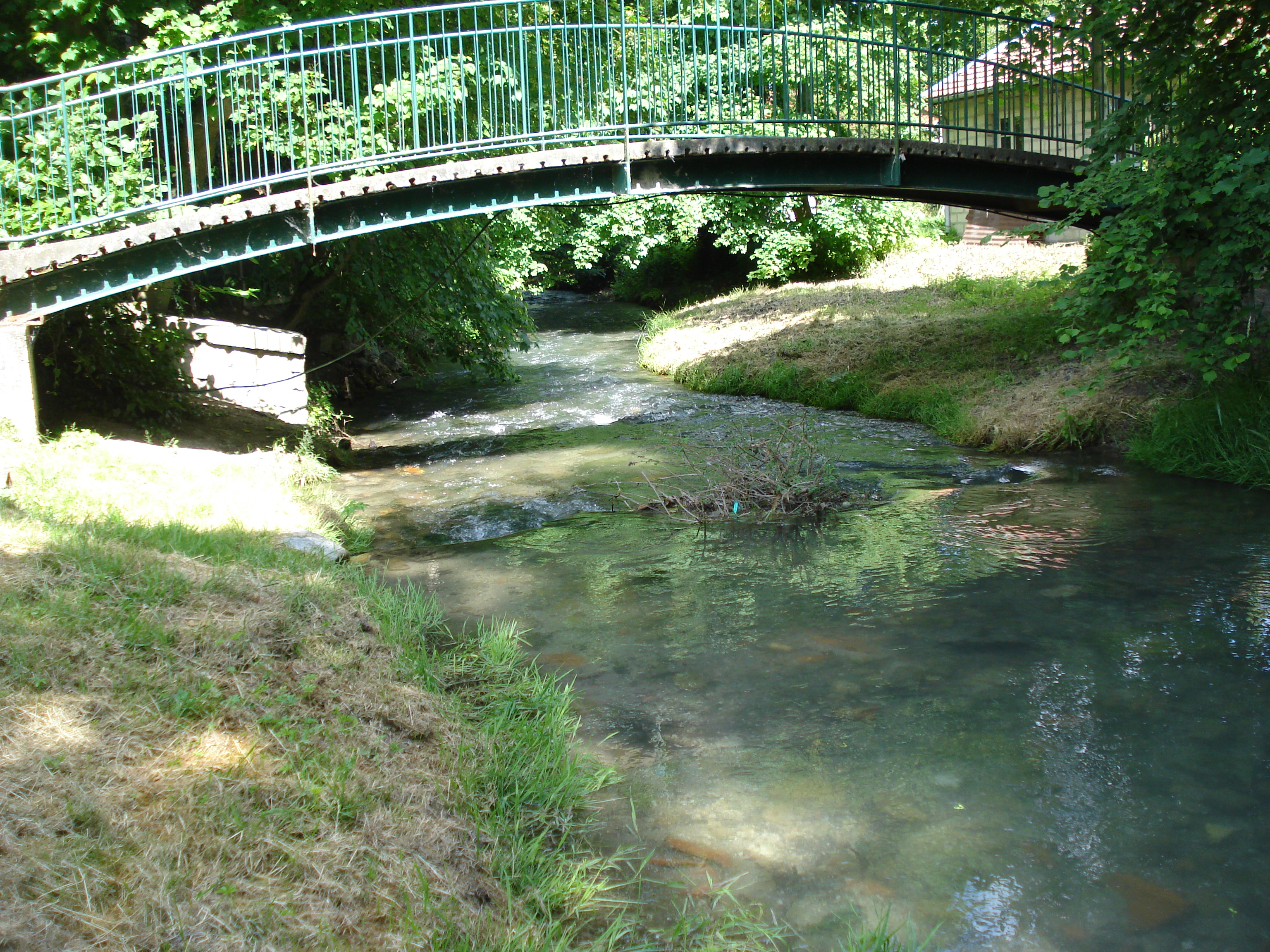
La Retourne à Juniville.

### Personnalités liées à la commune

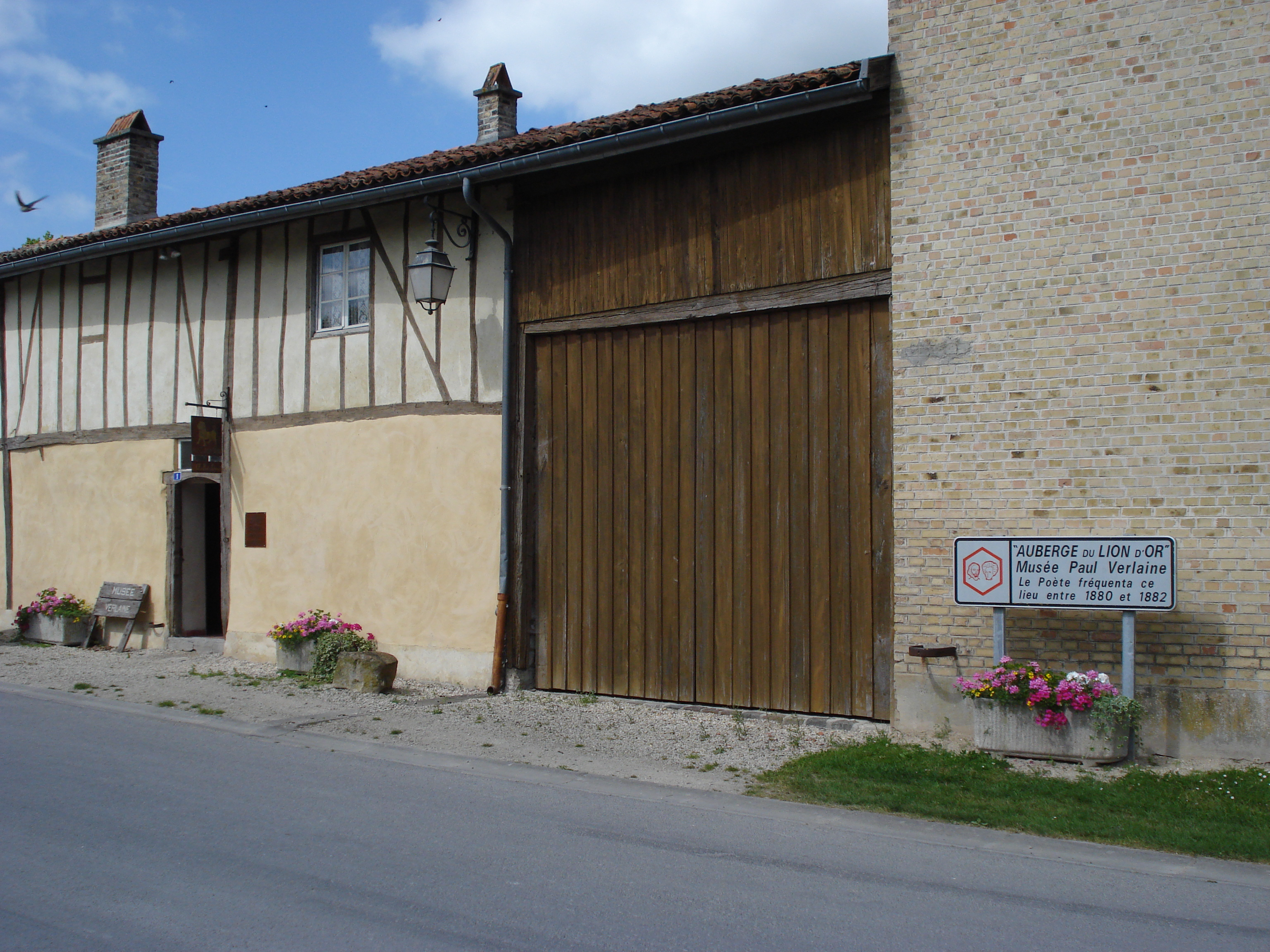
Le musée Verlaine à Juniville.

- Jean-Baptiste Baudoin (1831-1875), prêtre catholique, missionnaire en Islande.
- Philippe Buchet, dessinateur, né à Juniville.
- Paul Verlaine et Lucien Létinois, l'un de ses élèves à l'Institution Notre-Dame de Rethel, pour qui il se prit d'une vive affection, vécurent à Juniville de mars 1880 à janvier 1882. La maison fut acquise par la mère de Verlaine en 1880. Le lieu a été transformé en musée.

### Héraldique
| Armes de Juniville | Les armes de Juniville se blasonnent ainsi : D'azur semé de fleurs de lys d'or à la croix brochante d'argent. |